# Fender Telecaster
Fender Telecaster – gitara elektryczna produkowana od 1951 przez firmę Fender. 
Jesienią 1950 przedstawiona jako model Broadcaster (później została przemianowana na Telecaster, bo nazwa Broadcaster była już zastrzeżona przez firmę Gretsch produkującą zestaw perkusyjny o tej nazwie). Jest rozwinięciem konstrukcji Fender Esquire. 
Wyposażona w dwa przetworniki single-coil, przykręcany gryf do korpusu czterema śrubami oraz stały mostek to obecnie klasyka rocka i country. Jest produkowana do dzisiaj i używa lub używało ją wielu znanych gitarzystów:
- Roy Buchanan
- Andy Summers
- Jimmy Page
- Keith Richards
- Syd Barrett
- Francis Rossi
- Joe Strummer
- Bruce Springsteen
- Alex Lifeson
- David Gilmour
- George Harrison
- Jeff Buckley
- Brad Whitford
- Jim Root
- James Hetfield
- Tim Farriss
- Martin Schirenc
- Matthew Bellamy
- Kirk Hammett
- Brian May
- John Deacon
- Richie Kotzen

## Odmiany
Z racji swojego wielkiego sukcesu model Telecaster doczekał się wielu wersji. Wśród których można wymienić:
- Telecaster Thinline
- Telecaster Deluxe
- Telecaster Plus
- Telecaster Custom[1]
- Telecaster Standard